# İzmir Halkapınar Spor Salonu
Pour les articles homonymes, voir Halkapinar.
Le Halkapınar Spor Salonu est une salle couverte située à İzmir, en Turquie.

## Histoire
Cette salle accueille les matchs du groupe D du Championnat du monde de basket-ball masculin 2010.

## Évènements
- Championnats d'Europe d'escrime 2006
- Championnat d'Europe masculin de volley-ball 2009
- Championnat du monde de basket-ball masculin 2010